# Richard Gere
Richard Tiffany Gere (Filadelfia, 31 agosto 1949) è un attore e attivista statunitense.
Debutta come attore cinematografico negli anni settanta interpretando un ruolo secondario nel film In cerca di Mr. Goodbar e un ruolo da protagonista nel film I giorni del cielo. Successivamente Gere ottiene la fama internazionale nel 1980, grazie al ruolo da protagonista nel film American Gigolò, con il quale si consacrò come nuovo sex symbol degli anni ottanta. Ha recitato in diversi film di successo, tra cui Ufficiale e gentiluomo, Pretty Woman, Schegge di paura, La frode e Chicago, grazie al quale ha vinto un Golden Globe per il miglior attore in un film commedia o musicale e uno Screen Actors Guild Award come parte del miglior cast.

## Biografia
Nasce a Filadelfia, in Pennsylvania. I genitori sono di origine anglo-irlandese: il padre, Homer George Gere (1922-2023), era un agente d'assicurazioni per la Nationwide Insurance Company e la madre, Doris Ann Tiffany (1924-2016), era una casalinga. Gere ha tre sorelle e un fratello. Nel 1967 Gere si diploma alla North Syracuse Central High School, dove eccelleva in ginnastica e in musica, suonando la tromba.
Animato da forte curiosità e da una volontà di ricerca si iscrive alla facoltà di filosofia dell'Università del Massachusetts, ma dopo poco tempo la abbandona per dedicarsi esclusivamente al teatro. Con il tempo la recitazione diventa un'attività a tempo pieno e Richard ha modo di sbarcare il lunario con piccole compagnie che, per quanto povere e malmesse, gli danno la preziosa opportunità di sperimentare.

### Carriera

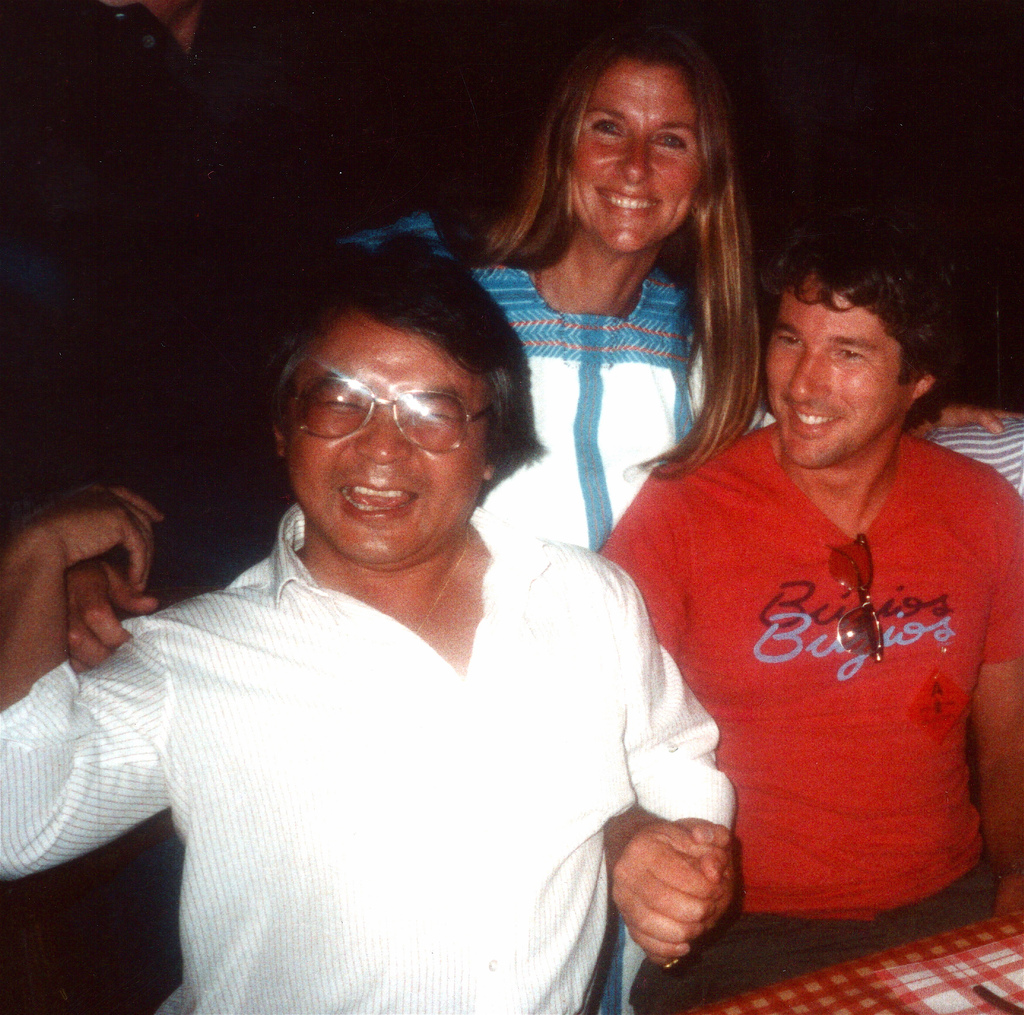
Richard Gere (ultimo a destra) in compagnia del maestro buddista Sogyal Rinpoche e dell'attivista Joan Halifax in una foto del 1985

Gere inizia così la carriera di attore nel 1973, quando viene scritturato per la rappresentazione teatrale di Grease. Nel 1975 esordisce sul grande schermo con il film Rapporto al capo della polizia, mentre due anni dopo è magistrale nel delineare il ritratto di un giovane dissoluto in In cerca di Mr. Goodbar. In quegli anni arrivano i primi successi come I giorni del cielo, Una strada chiamata domani, Yankees. Due anni dopo, durante una gita in auto insieme al fotografo Herb Ritts, viene immortalato durante il cambio di una gomma danneggiata. Le foto, adesso appartenenti alla Gift of Herb Fitts Foundation, verranno usate da Gere per farsi conoscere meglio nel mondo del cinema e lo faranno entrare nella classifica tra i sex symbol americani di quegli anni.
La popolarità internazionale, tuttavia, la raggiunge solo nel 1980, grazie ad American Gigolò, film che lo consacra come il nuovo sex-symbol del cinema americano degli anni ottanta. L'anno successivo, conquista definitivamente i cuori del pubblico femminile con il ruolo dell'affascinante Zack Mayo in Ufficiale e gentiluomo. Nei film successivi Gere continua a interpretare il personaggio che ormai lo star system gli ha cucito addosso. Rubacuori, sempre inquieto e tormentato nelle parti affidategli come attore, non convince più nelle pellicole successive, tutte poco fortunate al botteghino. La definitiva consacrazione arriva nel 1990 quando gira il romantico Pretty Woman, a fianco di Julia Roberts. Un anno dopo Akira Kurosawa lo sceglie per interpretare il cugino nippo-americano di Rapsodia in agosto, dopodiché è il protagonista accanto a Jodie Foster di Sommersby (1993) e di Mr. Jones (1993) con Anne Bancroft.
I successi si susseguono poi con Il primo cavaliere (1995), Schegge di paura (1996), L'angolo rosso - Colpevole fino a prova contraria (1998) e soprattutto con la commedia romantica Se scappi, ti sposo (1999), dove Gere torna a lavorare con il regista Garry Marshall. Il regista Robert Altman gli dona una performance ispirata ne Il dottor T & le donne (2000). Tra i film di maggior successo sono da ricordare il pluripremiato musical Chicago (2002) di Rob Marshall, su soggetto di Bob Fosse, con Renée Zellweger e Catherine Zeta-Jones), grazie al quale Gere vince il premio Golden Globe come miglior attore in un film commedia o musicale nel 2003, e Shall We Dance (2004), con Susan Sarandon e Jennifer Lopez.
Nel 2008 è protagonista, al fianco di Diane Lane per la terza volta nella sua carriera, nel film romantico Come un uragano. Nel 2009 recita nei film Brooklyn's Finest e Amelia, che racconta la vita e l'impresa di Amelia Earhart (interpretata da Hilary Swank). Nel 2011 torna a recitare nel film d'azione The Double con Topher Grace, mentre un anno più tardi è protagonista di nuovo insieme a Sarandon nel film La frode, che gli vale una candidatura ai Golden Globe 2013 come miglior attore in un film drammatico. Dal 2012 cresce il suo interesse per il cinema indipendente, e per ruoli come quello di un senzatetto di New York ne Gli invisibili. Nel 2015 è coprotagonista del film Ritorno al Marigold Hotel ambientato in India: narra la storia di Sonny e del suo sogno imprenditoriale di espandere il suo albergo. Inoltre è protagonista del film Franny accanto a Theo James e Dakota Fanning.

## Vita privata
Nel 1991 sposa la top model Cindy Crawford, da cui divorzia nel 1995. Nel 2002 sposa l'attrice Carey Lowell, dalla quale ha avuto un figlio, Homer James Jigme Gere (nato nel febbraio del 2000). Nel settembre del 2013 la coppia si separa dopo undici anni a causa di differenze nello stile di vita; hanno divorziato nel 2016. Il 5 maggio 2018 sposa Alejandra Silva, responsabile delle relazioni esterne. L’attore e la moglie hanno un figlio nato nel 2019, Alexander Gere. Nell'aprile del 2020 nasce il secondo figlio della coppia, James Gere.
Gere, educato a frequentare la chiesa metodista, si avvicina al buddhismo quando era poco più che ventenne, dopo aver studiato Buddismo Zen con Kyozan Joshu Sasaki per cinque o sei anni. Richard Gere non mangia carne rossa. Nel 2010, a proposito della guerra in Iraq, Gere dichiarò il suo disappunto in una conferenza stampa tenutasi alla fine del 34° Cairo International Film Festival dicendo: "Sono molto dispiaciuto per quello che gli Stati Uniti hanno fatto in Iraq. Questa guerra è stata una tragedia per tutti. Spero che il popolo iracheno possa ricostruire il proprio Paese". 

## Attivismo

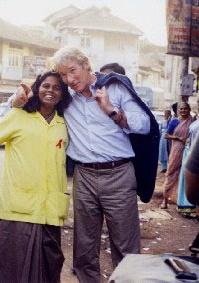
Richard Gere visita l'Agenzia degli Stati Uniti per lo Sviluppo Internazionale HIV/AIDS a Mumbai nel 2007

Nella sua carriera Gere ha più volte collaborato ad attività benefiche; per esempio nel 2011 ha messo all'asta centodieci chitarre, raccogliendo un milione di dollari per scopi umanitari; nel 2016 e nel 2019 è stato al fianco di navi ONG impegnate nel soccorso di migranti; negli anni è stato testimonial di campagne per sensibilizzare sull'AIDS e sulla povertà in Tibet, e nel 2014 ha recitato nel film Gli invisibili, nel quale si è finto senzatetto, sempre per sensibilizzare. Ha espresso biasimo a come sia stata gestita la questione dei migranti da parte di politici quali Donald Trump e Matteo Salvini.

Nel 1978 viaggia con la pittrice brasiliana Sylvia Martins in Nepal, dove incontra molti monaci tibetani e seguaci del Dalai Lama. Gere incontra proprio il 14º Dalai Lama in India, dove diventa un tibetano buddista praticante nonché un attivo sostenitore della figura politica del Dalai Lama stesso. Inoltre Gere visita regolarmente Dharamsala, la sede del governo tibetano in esilio.

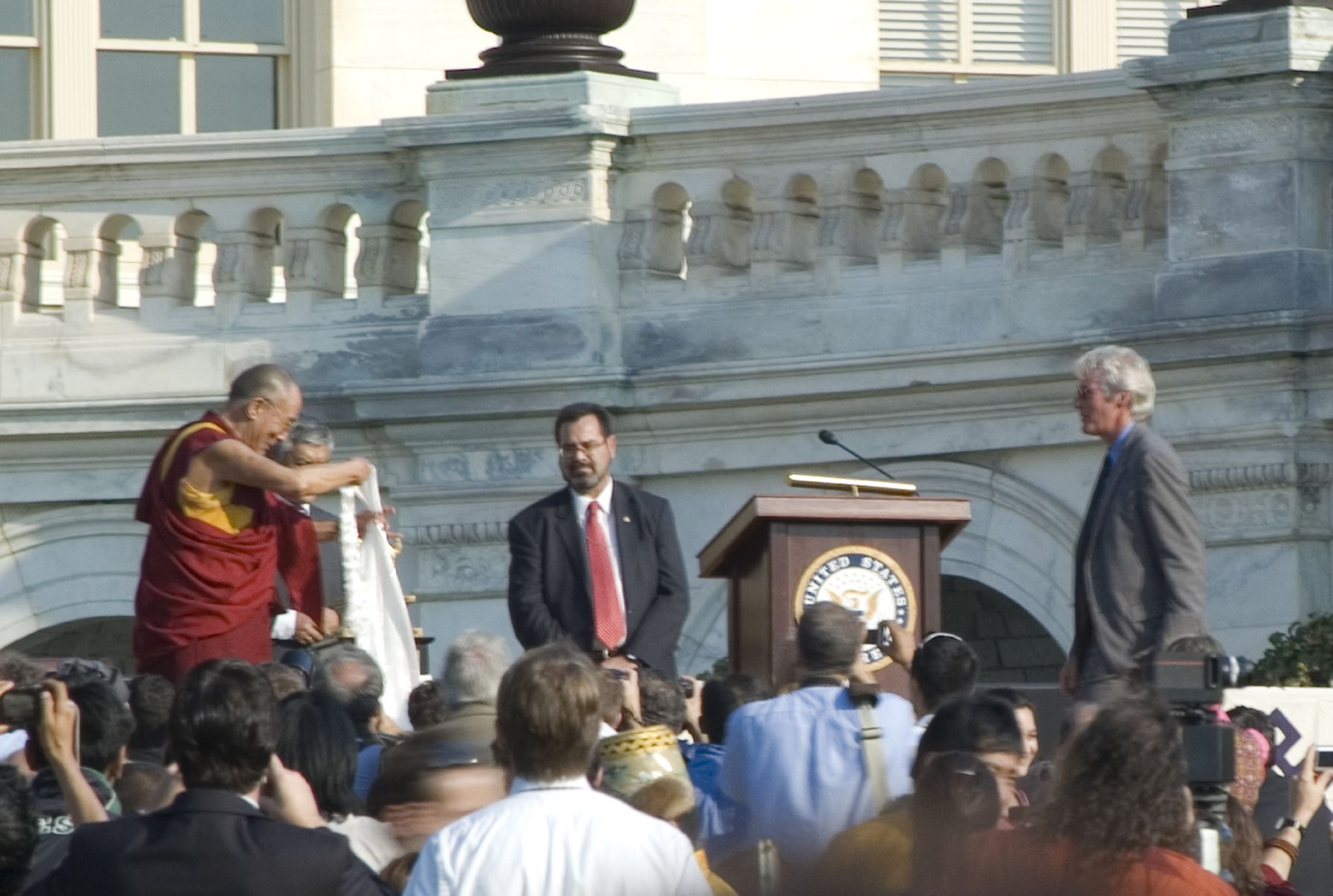
Richard Gere presentato al 14º Dalai Lama nel 2007

Richard è anche un sostenitore dei diritti umani in Tibet; è infatti un cofondatore della Tibet House, il creatore della Fondazione Gere e il presidente del Consiglio di Amministrazione per l'International Campaign for Tibet. Poiché sostiene fermamente il Movimento per l'indipendenza del Tibet, gli è stato vietato definitivamente l'ingresso nella Repubblica popolare cinese. Nel 1993 denunciò pubblicamente in veste di presentatore degli Academy Award il governo cinese, motivo per cui l'organizzazione promotrice dell'evento lo ha escluso dalla lista dei possibili presentatori. Nel settembre del 2007 Gere ha chiesto il boicottaggio delle Olimpiadi di Pechino del 2008 per mettere pressione alla Cina nel riconoscere al Tibet l'indipendenza.
Gere sostiene attivamente da molti anni Survival International, l'organizzazione che difende i diritti umani dei popoli indigeni di tutto il mondo. Ha contribuito inoltre alla scrittura del libro We Are One: A Celebration of Tribal Peoples, uscito nell'ottobre del 2009. Richard Gere combatte anche la perdita di terreno degli Jummas e richiama l'attenzione del mondo sul crimine contro la loro cultura di pace e sul rapporto con la natura. I guadagni della vendita di questo libro vanno tutti all'organizzazione per i diritti indigeni, Survival International.
Gere è anche in prima linea per cause civili come la lotta all'AIDS. Attualmente fa parte del Consiglio di Amministrazione del Healing the Divide, un'organizzazione che sostiene le iniziative globali per promuovere la pace, la giustizia e la comprensione. Ha contribuito a stabilire l'AIDS Care Home, una struttura residenziale in India per donne e bambini affetti da AIDS. Nel 1999 inoltre ha creato la Gere Foundation India Trust per supportare una varietà di programmi umanitari in India. Il 15 aprile 2007 Gere apparve in un raduno per l'AIDS a Jaipur, in India. Nel corso di una conferenza stampa per promuovere l'uso del preservativo tra i camionisti, ha abbracciato in diretta televisiva la superstar di Bollywood Shilpa Shetty, baciandola più volte sulla guancia. Come conseguenza di quel gesto un tribunale locale ordinò l'arresto di Gere e Shetty, poiché violavano la legge sulla "pubblica oscenità". Gere, fuggito in fretta dal Paese, disse che la polemica si fosse creata a causa di un piccolo partito politico che adottava una linea severa. Nonostante l'accaduto Gere è stato ritenuto libero di entrare nel Paese.
Il 12 giugno 2016 è protagonista al TaorminaFilmFest della serata inaugurale "Gli Invisibili" dedicata alle Persone Senza Dimora. Nel corso della serata viene lanciata la campagna (della fio.PSD) #HomelessZero della quale Richard Gere è testimonial con il video "#HomelessZero".

## Filmografia

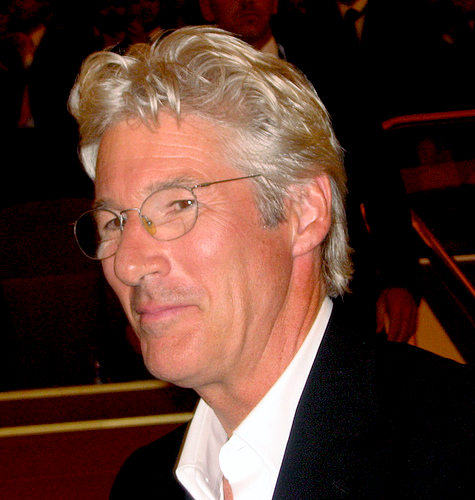
Richard Gere nel 2007

### Cinema
- Rapporto al capo della polizia (Report to the Commissioner), regia di Milton Katselas (1975)
- Baby Blue Marine, regia di John D. Hancock (1976)
- In cerca di Mr. Goodbar (Looking for Mr. Goodbar), regia di Richard Brooks (1977)
- I giorni del cielo (Days of Heaven), regia di Terrence Malick (1978)
- Una strada chiamata domani (Bloodbrothers), regia di Robert Mulligan (1978)
- Yankees (Yanks), regia di John Schlesinger (1979)
- American Gigolò (American Gigolo), regia di Paul Schrader (1980)
- Ufficiale e gentiluomo (An Officer and a Gentleman), regia di Taylor Hackford (1982)
- All'ultimo respiro (Breathless), regia di Jim McBride (1983)
- Il console onorario (The Honorary Consul), regia di John Mackenzie (1984)
- Cotton Club (The Cotton Club), regia di Francis Ford Coppola (1984)
- King David, regia di Bruce Beresford (1985)
- Power - Potere (Power), regia di Sidney Lumet (1986)
- Nessuna pietà (No Mercy), regia di Richard Pearce (1986)
- Gli irriducibili (Miles from Home), regia di Gary Sinise (1988)
- Affari sporchi (Internal Affairs), regia di Mike Figgis (1990)
- Pretty Woman, regia di Garry Marshall (1990)
- Rapsodia in agosto (Hachi-gatsu no kyôshikyoku), regia di Akira Kurosawa (1991)
- Analisi finale (Final Analysis), regia di Phil Joanou (1992)
- Sommersby, regia di Jon Amiel (1993)
- Mr. Jones, regia di Mike Figgis (1993)
- Trappola d'amore (Intersection), regia di Mark Rydell (1994)
- Il primo cavaliere (First Knight), regia di Jerry Zucker (1995)
- Schegge di paura (Primal Fear), regia di Gregory Hoblit (1996)
- L'angolo rosso - Colpevole fino a prova contraria (Red Corner), regia di Jon Avnet (1997)
- The Jackal, regia di Michael Caton-Jones (1997)
- Se scappi, ti sposo (Runaway Bride), regia di Garry Marshall (1999)
- Autumn in New York, regia di Joan Chen (2000)
- Il dottor T & le donne (Dr T and the Women), regia di Robert Altman (2000)
- The Mothman Prophecies - Voci dall'ombra (The Mothman Prophecies), regia di Mark Pellington (2002)
- L'amore infedele - Unfaithful (Unfaithful), regia di Adrian Lyne (2002)
- Chicago, regia di Rob Marshall (2002)
- Shall We Dance?, regia di Peter Chelsom (2004)
- Parole d'amore (Bee Season), regia di Scott McGehee e David Siegel (2005)
- L'imbroglio - The Hoax (The Hoax), regia di Lasse Hallström (2006)
- Identikit di un delitto (The Flock), regia di Wai Keung Lau (2007)
- The Hunting Party, regia di Richard Shepard (2007)
- Io non sono qui (I'm Not There), regia di Todd Haynes (2007)
- Come un uragano (Nights in Rodanthe), regia di George C. Wolfe (2008)
- Hachiko - Il tuo migliore amico (Hachi: A Dog's Tale), regia di Lasse Hallström (2009)
- Brooklyn's Finest, regia di Antoine Fuqua (2009)
- Amelia, regia di Mira Nair (2009)
- The Double, regia di Michael Brandt (2011)
- La frode (Arbitrage), regia di Nicholas Jarecki (2012)
- Comic Movie (Movie 43), registi vari (2013)
- Gli invisibili (Time Out of Mind), regia di Oren Moverman (2014)
- Ritorno al Marigold Hotel (The Second Best Exotic Marigold Hotel), regia di John Madden (2015)
- Franny (The Benefactor), regia di Andrew Renzi (2015)
- L'incredibile vita di Norman (Norman: The Moderate Rise and Tragic Fall of a New York Fixer), regia di Joseph Cedar (2016)
- The Dinner, regia di Oren Moverman (2017)
- Lo stato della mente (Three Christs), regia di Jon Avnet (2017)
- Ti presento i suoceri, regia di Michael Jacobs (2023)
- Oh, Canada - I tradimenti (Oh, Canada), regia di Paul Schrader (2024)
- Era mio figlio (Longing), regia di Savi Gabizon (2024)

### Televisione
- Chelsea D.H.O. – film TV (1973)
- Crack file - Dossier antidroga – film TV (1975)
- Kojak – serie TV, episodio 4x01 (1976)
- Guerra al virus (And the Band Played On), regia di Roger Spottiswoode – film TV (1993)
- Henry & Me (2014) - voce
- MotherFatherSon, regia di James Kent e Charles Sturridge – miniserie TV, 8 puntate (2019)
- The Agency – serie TV (2024)

## Teatro
- Rosencrantz e Guildenstern sono morti di Tom Stoppard. Seattle Repertory Theatre di Seattle (1969)
- Richard Farina: Long Time Coming and a Long Time Gone di Nancy Greenwald, regia di Robert Greenwald. Lennox Arts Center di Lennox (1971)
- Soon libretto di Martin Duberman, colonna sonora di Joseph M. Kookoolis e Scott Fagan, regia di Gerald Freedman. Ritz Theatre di Broadway (1971)
- Grease, libretto e colonna sonora di Jim Jacobs e Warren Casey, regia di Tom Moore. Royal Theatre di Broadway (1973)
- Grease, libretto e colonna sonora di Jim Jacobs e Warren Casey, regia di Tom Moore. New London Theatre di Londra (1974)
- Habeas Corpus di Alan Bennett, regia di Frank Dunlop. Martin Beck Theatre di Broadway (1975)
- Killer's Head/Action di Sam Shepard, regia di Nancy Meckler. American Plance Theatre dell'Off-Broadway (1975)
- Sogno di una notte di mezza estate di William Shakespeare, regia di Edward Berkeley. Mitzi E. Newhouse Theatre dell'Off-Broadway (1975)
- Bent di Martin Sherman, regia di Robert Allan Ackerman. New Apollo Theatre di Broadway (1979)

## Riconoscimenti
- Golden Globe
  - 1983 – Candidatura al migliore attore in un film drammatico per Ufficiale e gentiluomo
  - 1991 – Candidatura al migliore attore in un film commedia o musicale per Pretty Woman
  - 2003 – Migliore attore in un film commedia o musicale per Chicago
  - 2013 – Candidatura al miglior attore in un film drammatico per La frode

- Satellite Awards
  - 2001 – Candidatura al migliore attore in un film commedia o musicale per Il dottor T & le donne
  - 2007 – Candidatura al migliore attore in un film commedia o musicale per L'imbroglio - The Hoax

- Screen Actors Guild Awards
  - 2003 – Candidatura al migliore attore per Chicago
  - 2003 – Miglior cast per Chicago (insieme al resto del cast)

- Razzie Awards
  - 1985 – Candidatura al peggiore attore protagonista per King David
  - 2001 – Candidatura alla peggior coppia per Autumn in New York (insieme a Winona Ryder)

- David di Donatello
  - 1979 – Migliore attore straniero per I giorni del cielo

- Blockbuster Entertainment Awards
  - 2000 – Candidatura al miglior attore in un film commedia o romantico per Se scappi ti sposo

- Emmy Awards
  - 1994 – Migliore attore non protagonista in una miniserie o film TV per Guerra al virus

- National Board of Review Awards
  - 1997 – Libertà di espressione per L'angolo rosso - Colpevole fino a prova contraria (insieme a Jon Avnet)

- Broadcast Film Critics Association Awards
  - 2003 – Miglior cast per Chicago (insieme al resto del cast)

- Independent Spirit Awards
  - 2008 – Robert Altman Award per Io non sono qui (insieme al resto del cast)

- Festa del Cinema di Roma
  - 2011 – Premio Marc'Aurelio alla carriera

## Doppiatori italiani
Nelle versioni in italiano delle opere in cui ha recitato, Richard Gere è stato doppiato da:
- Mario Cordova in Affari sporchi, Analisi finale, Sommersby, Schegge di paura, L'angolo rosso - Colpevole fino a prova contraria, The Jackal, Autumn in New York, Il dottor T & le donne, The Mothman Prophecies - Voci dall'ombra, L'amore infedele - Unfaithful, Shall We Dance?, Parole d'amore, Identikit di un delitto, Hachiko - Il tuo migliore amico, Brooklyn's Finest, Amelia, The Double, La frode, Comic Movie, Gli invisibili, Ritorno al Marigold Hotel, Franny, L'incredibile vita di Norman, The Dinner, Lo stato della mente, MotherFatherSon, Ti presento i suoceri, Oh, Canada - I tradimenti, Era mio figlio, The Agency
- Gino La Monica in American Gigolò, Ufficiale e gentiluomo, King David, Power - Potere, Guerra al virus, Trappola d'amore, L'imbroglio - The Hoax, The Hunting Party, Come un uragano
- Michele Gammino in Nessuna pietà, Gli irriducibili, Pretty Woman, Mr. Jones, Il primo cavaliere, Se scappi, ti sposo
- Pino Colizzi in I giorni del cielo, Una strada chiamata domani
- Angelo Nicotra in Yankees, Il console onorario
- Vittorio Guerrieri in Kojak
- Massimo Giuliani in Rapporto al capo della polizia
- Francesco Pannofino in Baby Blue Marine
- Giancarlo Giannini in In cerca di Mr. Goodbar
- Claudio De Davide in All'ultimo respiro
- Paolo Maria Scalondro in Cotton Club
- Leslie La Penna in Rapsodia in agosto
- Luca Ward in Chicago
- Massimo Venturiello in Io non sono qui

Da doppiatore è sostituito da:
- Mario Cordova ne I Simpson

## Onorificenze
Nel 1995 è stato presidente della giuria al 19º Festival cinematografico di Mosca.
Il 17 maggio 2012 il presidente albanese Bamir Topi assegnò a Richard Gere la Medaglia della Gratitudine. Il 16 febbraio dello stesso anno, Richard Gere venne fotografato e la sua foto appesa nella George Eastman House, il museo fotografico più antico del mondo per il suo grande contributo all'arte del cinema.